# Cyril Vítěz
Cyril Vítěz (9. března 1824 Přerov – asi 28. října 1879 tamtéž) byl moravský krejčí, veřejný a spolkový činitel a finančník. Spolu se starostou Přerova Františkem Kramářem byl zakladatelem a druhým předsedou Záložny přerovské, prvního moravského občanského peněžního ústavu (družstevní záložny) v Rakouském císařství. Výrazně se tak zasloužil o rozvoj moravského bankovnictví. Po Kramářově úmrtí na choleru roku 1866 působil po jistou dobu jako prozatímní starosta Přerova.

## Život

### Mládí
Narodil se v Přerově, vyučil se krejčím a ve městě provozoval živnost. Byl nadšeným vlastencem a účastníkem společenského života ve městě. Přerov se v té době vlivem českého národního obrození stal jedním z kulturních center českého jazyka a kultury na Moravě a tvořil tak jistou protiváhu německy a kulturně převážně německým městům Olomouc a Brno. Rovněž ve městě spoluzakládal vlastenecký kroužek a pěvecký soubor Přerub.

### Záložna přerovská

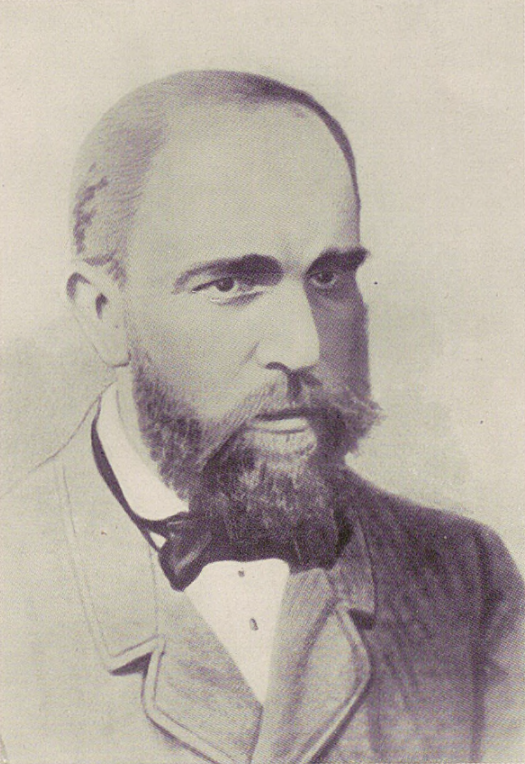
František Kramář, předseda Záložny přerovské a starosta Přerova

Roku 1861 založil Cyril Vítěz ve spolupráci s Františkem Kramářem, zvoleným téhož roku starostou města, ústav Záložny přerovské, občanské spolkové záložny, prvního takového ústavu ve městě a na celé Moravě. To bylo umožněno novým živnostenským zákonem z roku 1859, impulsem pak byl text vybízející k zakládání záložen v časopise Posel z Prahy. Působil zde v pozici pokladníka, Kramář byl předsedou záložny. Spolupracoval s průkopníky moderního českého bankovnictví jako byli František Cyril Kampelík či Josef Antonín Komárek, oba působící v Hradci Králové. Přerovská záložna se následně stala vzorovým ústavem k zakládání podobných ústavů na území Moravy, například v Holešově či Příboře v letech 1862 až 1864, při čemž Vítěz a Kramář asistovali. Roku 1865 se účastnil první schůze českých záložen v Praze.
Roku 1866 zemřel Kramář následkem epidemie cholery zavlečené na Moravu a do Čech pruskou armádou během prusko-rakouské války. Vítěz jej následně nahradil ve funkci předsedy záložny a do doby zvolení nového starosty, kterým se posléze stal Josef Dostal (místopředseda záložny), byl Vítěz krátce pověřen také řízením městské správy. Sympatizoval se staročeskou stranou.
Pokračoval v rozvoji podniku. Ve své době patřil k nejváženějším a nejbohatším občanům města. V letech 1871 až do své smrti působil jako předseda spolku Přerub.

### Úmrtí
Zemřel, zřejmě 28. října, roku 1879 v Přerově ve věku 55 let. Pohřben byl pravděpodobně na přerovském Městském hřbitově.

### Rodinný život
Příbuzní a potomci Cyrila Vítěze se následně stali známým přerovským podnikatelským rodem.